# 해저 2만리 (1916년 영화)
《해저 2만리》(영어: 20,000 Leagues Under The Sea)은 1916년에 개봉된 영화이다. 쥘 베른의 동명의 소설을 바탕으로 제작되었다.
2016년 이 영화는 미국 의회도서관에 의해 문화적으로, 역사적으로, 미적으로 중요성을 인정받아 미국 국립영화등기부에 선정, 보존되었다.

## 출연

### 주연
- 로이스 알렉산더
- 커티스 벤턴

### 조연
- 월리스 클락
- 하워드 크램톤
- 제인 게일
- 조셉 W. 지라르
- 댄 핸론
- 앨런 홀루바
- 올레 잔센
- 노블 존슨
- 레비티쿠스 존스
- 맷 무어
- 마틴 머피
- 에드너 펜들튼
- 윌리엄 웰쉬

## 기타
- 원작자: 쥘 베른